# Guaraguao Abajo
Guaraguao Abajo es un barrio ubicado en el municipio de Bayamón en el estado libre asociado de Puerto Rico. En el Censo de 2010 tenía una población de 8123 habitantes y una densidad poblacional de 1.275,96 personas por km².

## Geografía
Guaraguao Abajo se encuentra ubicado en las coordenadas 18°19′49″N 66°8′39″O / 18.33028, -66.14417. Según la Oficina del Censo de los Estados Unidos, Guaraguao Abajo tiene una superficie total de 6.37 km², que corresponden a tierra firme.

## Demografía
Según el censo de 2010, había 8123 personas residiendo en Guaraguao Abajo. La densidad de población era de 1.275,96 hab./km². De los 8123 habitantes, Guaraguao Abajo estaba compuesto por el 75.53% blancos, el 10.92% eran afroamericanos, el 0.68% eran amerindios, el 0.04% eran asiáticos, el 9.57% eran de otras razas y el 3.27% pertenecían a dos o más razas o mestizos(as). Del total de la población el 99.22% eran hispanos o latinos de cualquier raza.